# Leonticaceae
Leonticaceae – rodzina roślin okrytonasiennych wyróżniona w niektórych systemach XX wieku (np. w systemie Reveala 1999) i zaliczana do rzędu berberysowców. W wyniku badań molekularnych odkryto, że zaliczane tu rodzaje należą do dwóch linii rozwojowych berberysowatych. Rodzaj Diphylleia jest najbardziej prymitywnym przedstawicielem najstarszej linii tworzącej podrodzinę Podophylloideae Eaton, pozostałe rodzaje wchodzą w skład kladu Berberidoideae Kosteletzky. 

## Systematyka
Pozycja w systemie Reveala (1994-1999)
Gromada okrytonasienne (Magnoliophyta Cronquist), podgromada Magnoliophytina Frohne & U. Jensen ex Reveal, klasa Ranunculopsida Brongn., podklasa jaskrowe Takht. ex Reveal, nadrząd Ranunculanae Takht. ex Reveal, rząd berberysowce Dumort., rodzina Leonticaceae Bercht. & J. Presl)
Wykaz rodzajów według Crescent Bloom
- Achlys DC.
- Diphylleia Michx.
- Epimedium L.
- Leontice L.